# フォード・エコブースト400
フォード・エコブースト400 (Ford EcoBoost 400) は、フロリダ州ホームステッドのホームステッド＝マイアミ・スピードウェイで開催される、モンスターエナジー・NASCARカップ・シリーズの最終戦である。規定周回数は267周。
1999年にペンゾイルがスポンサーとなり、「ペンゾイル400 (Pennzoil 400)」の名で開始。2002年からはフォードがスポンサーとなり、NASCARのシーズンを締めくくる大会として定着。2012年から現在の名称「フォード・エコブースト400」と改称されている。また、2005年からはナイトレースとして開催されている。
2002年のレースではカート・ブッシュが総合得点でジミー・ジョンソンとの8ポイント差を逆転しシリーズチャンピオンを獲得、2011年にはトニー・スチュワートとカール・エドワーズが同ポイントとなり、勝利数の多かったスチュワートがシリーズチャンピオンを獲得するなど劇的な展開もあった。2014年のプレーオフルール改正により、第35戦終了時のスタンディング上位4名のドライバーのうち、このレースにおいて最も上位（必ずしも１位である必要はない）でフィニッシュしたドライバーがシリーズチャンピオンとなる、NASCARの優勝決定戦と位置付けられている。

## 歴代優勝者
| 年    | 日       | No. | 優勝者                               | チーム                             | Manufacturer   | レース距離 | レース距離      | レース時間 | 平均時速 (mph) |
| 年    | 日       | No. | 優勝者                               | チーム                             | Manufacturer   | 周回数     | マイル (km)     | レース時間 | 平均時速 (mph) |
| ----- | -------- | --- | ------------------------------------ | ---------------------------------- | -------------- | ---------- | --------------- | ---------- | -------------- |
| 1999  | 11月14日 | 20  | トニー・スチュワート                 | ジョー・ギブス・レーシング         | ポンティアック | 267        | 400.5 (644.542) | 2:51:14    | 140.335        |
| 2000  | 11月12日 | 20  | トニー・スチュワート (2)             | ジョー・ギブス・レーシング         | ポンティアック | 267        | 400.5 (644.542) | 3:08:30    | 127.480        |
| 2001  | 11月11日 | 9   | ビル・エリオット                     | エヴァーンハム・モータースポーツ   | ダッジ         | 267        | 400.5 (644.542) | 3:24:36    | 117.449        |
| 2002* | 11月17日 | 97  | カート・ブッシュ                     | ラウシュ・レーシング               | フォード       | 267        | 400.5 (644.542) | 3:26:20    | 116.462        |
| 2003* | 11月16日 | 18  | ボビー・ラボンテ                     | ジョー・ギブス・レーシング         | シボレー       | 267        | 400.5 (644.542) | 3:25:37    | 116.868        |
| 2004  | 11月21日 | 16  | グレッグ・ビッフル                   | ラウシュ・レーシング               | フォード       | 271*       | 406.5 (654.198) | 3:50:55    | 105.623        |
| 2005  | 11月20日 | 16  | グレッグ・ビッフル (2)               | ラウシュ・レーシング               | フォード       | 267        | 400.5 (644.542) | 3:02:50    | 131.932        |
| 2006  | 11月19日 | 16  | グレッグ・ビッフル (3)               | ラウシュ・レーシング               | フォード       | 268*       | 402 (646.956)   | 3:12:23    | 125.375        |
| 2007  | 11月18日 | 17  | マット・ケンゼス                     | ラウシュ・レーシング               | フォード       | 267        | 400.5 (644.542) | 3:02:12    | 131.888        |
| 2008  | 11月16日 | 99  | カール・エドワーズ                   | ラウシュ・レーシング               | フォード       | 267        | 400.5 (644.542) | 3:05:36    | 129.472        |
| 2009  | 11月22日 | 11  | デニー・ハムリン                     | ジョー・ギブス・レーシング         | トヨタ         | 267        | 400.5 (644.542) | 3:06:18    | 126.986        |
| 2010  | 11月21日 | 99  | カール・エドワーズ (2)               | ラウシュ・フェンウェイ・レーシング | フォード       | 267        | 400.5 (644.542) | 3:09:50    | 126.585        |
| 2011  | 11月20日 | 14  | トニー・スチュワート (3)             | スチュワート＝ハース・レーシング   | シボレー       | 267        | 400.5 (644.542) | 3:29:00    | 114.976        |
| 2012  | 11月18日 | 24  | ジェフ・ゴードン                     | ヘンドリック・モータースポーツ     | シボレー       | 267        | 400.5 (644.542) | 2:48:56    | 142.245        |
| 2013  | 11月17日 | 11  | デニー・ハムリン (2)                 | ジョー・ギブス・レーシング         | トヨタ         | 267        | 400.5 (644.542) | 3:03:52    | 130.693        |
| 2014  | 11月16日 | 4   | ケヴィン・ハーヴィック               | スチュワート＝ハース・レーシング   | シボレー       | 267        | 400.5 (644.542) | 3:16:31    | 122.280        |
| 2015  | 11月22日 | 18  | カイル・ブッシュ                     | ジョー・ギブス・レーシング         | トヨタ         | 267        | 400.5 (644.542) | 3:02:23    | 131.755        |
| 2016  | 11月20日 | 48  | ジミー・ジョンソン                   | ヘンドリック・モータースポーツ     | シボレー       | 267        | 400.5 (644.542) | 3:07:10    | 128.869        |
| 2017  | 11月19日 | 78  | マーティン・トゥーレックス・ジュニア | ファニチャー・ロウ・レーシング     | トヨタ         | 267        | 400.5 (644.542) | 3:02:11    | 131.9          |
| 2018  | 11月18日 | 22  | ジョーイ・ロガーノ                   | チーム・ペンスキー                 | フォード       | 267        | 400.5 (644.542) | 3:00:36    | 133.056        |
| 2019  | 11月17日 | 18  | カイル・ブッシュ                     | ジョー・ギブス・レーシング         | トヨタ         | 267        | 400.5 (644.542) | 2:48:47    | 142.654        |

- 2002年: 旧コースレイアウトでの最後のレース。
- 2003年: 新コースレイアウトでの最初のレース。
- 2004年、2006年: グリーン・ホワイト・チェッカールールにより延長。